# Jay Huff
James Matthew Huff (ur. 25 sierpnia 1997 w Durham) – amerykański koszykarz, występujący na pozycji środkowego, obecnie zawodnik Memphis Grizzlies oraz zespołu G-League – Grand Rapids Gold.
W 2021 reprezentował Washington Wizards podczas rozgrywek letniej ligi NBA w Las Vegas.
12 stycznia 2022 został zwolniony przez Los Angeles Lakers. 2 marca 2023 podpisał umowę z Washington Wizards na występy zarówno w NBA, jak i zespole G-League – Capital City Go-Go. 18 lipca 2023 podpisał kontrakt z Denver Nuggets na występy w NBA oraz drużynie G-League – Grand Rapids Gold. 24 lipca 2024 podpisał kontrakt z Mephis Grizzlies.

## Osiągnięcia
Stan na 19 września 2023, na podstawie, o ile nie zaznaczono inaczej.

### NCAA
- Mistrz NCAA (2019)
- Uczestnik rozgrywek turnieju NCAA (2018, 2019, 2021)
- Mistrz:
  - turnieju konferencji Atlantic Coast (ACC – 2017)
  - sezonu regularnego ACC (2018, 2019, 2021)
- Zaliczony do:
  - I składu:
    - defensywnego ACC (2021)
    - All-ACC Academic (2021)

  - II składu ACC (2021)
  - składu honorable mention All-American (2021 przez Associated Press)
- Lider ACC w:
  - skuteczności rzutów z gry (58,5% – 2021)
  - liczbie bloków (66 – 2021)

### G–League
- Obrońca roku G–League (2023)
- Zaliczony do I składu:
  - G–League (2023)
  - defensywnego G–League (2023)
- Lider w blokach G–League (2023)